# Condado de Platte (Misuri)
El condado de Platte (en inglés: Platte County), fundado en 1828, es uno de 114 condados del estado estadounidense de Misuri. En el año 2007, el condado tenía una población de 84,881 habitantes y una densidad poblacional de 76 personas por km². La sede del condado es Platte City. El condado recibe su nombre en honor a la compra de Platte.

## Geografía
Según la Oficina del Censo, el condado tiene un área total de 1106 km² (427 mi²), de la cual 1089 km² (420,5 mi²) es tierra y 18 km² (6,9 mi²) (1.61%) es agua.

### Condados adyacentes
- Condado de Buchanan (norte)
- Condado de Clinton (noreste)
- Condado de Clay (este)
- Condado de Jackson (sureste)
- Condado de Wyandotte, Kansas (sur)
- Condado de Leavenworth, Kansas (suroeste)
- Condado de Atchison, Kansas (noroeste)

## Demografía
Según la Oficina del Censo en 2000, los ingresos medios por hogar en el condado eran de $55,849, y los ingresos medios por familia eran $65,236. Los hombres tenían unos ingresos medios de $44,310 frente a los $31,005 para las mujeres. La renta per cápita para el condado era de $26,356. Alrededor del 4.80% de la población estaban por debajo del umbral de pobreza.

## Transporte

### Carreteras principales
- Interestatal 29
- Interestatal 435
- Interestatal 635
- U.S. Route 71
- Ruta 9
- Ruta 45
- Ruta 92
- Ruta 152
- Ruta 273
- Ruta 371

## Localidades
| - Camden Point - Dearborn - East Leavenworth - Edgerton - Farley | - Ferrelview - Houston Lake - Iatan - Kansas City - Lake Waukomis | - Northmoor - Parkville - Platte City - Platte Woods - Ridgely | - Riverside - Tracy - Waldron - Weatherby Lake - Weston |